# Ile
Ile é uma povoação da província da Zambézia, em Moçambique, sede do distrito homónimo.